# Burton Richter
Burton Richter (22. března 1931, Brooklyn, New York, New York, USA - 18. července 2018, Palo Alto, Kalifornie) byl americký fyzik, nositel Nobelovy ceny za fyziku.

## Životopis
Studoval MIT, kde získal bakalářský titul v roce 1952 a doktorský titul Ph.D. v roce 1956. Byl ředitelem Centra Stanfordského lineárního částicového urychlovače (SLAC) v letech od 1984 do 1999.
Působil také u poradních sborů Vědců a inženýrů pro Ameriku, organizaci zaměřenou na propagaci rozumné vědy v americké vládě.

## Práce
Jako profesor Stanfordovy univerzity postavil Richter urychlovač částic nazvaný SPEAR (Stanford Positron - Electron Asymmetric Ring) za pomoci Davida Ritsona a za podpory Komise pro atomovou energii v U.S. V souvislosti s tím objevil novou elementární částici, která je označována jako J/x částice. Jde o nový kvark nazývaný „půvabný“ (charm). Tento kvark byl chybějícím článkem v systematice všech elementárních částic.
Stejný objev byl nezávisle na něm uskutečněn Samuelem Chao Chung Tingem a dvěma dalšími vědci, se kterými pak byl odměněn v roce 1976 Nobelovou cenou za fyziku.